# Varvarivka, Polonne
Varvarivka (în ucraineană Варварівка) este un sat în comuna Velîka Berezna din raionul Polonne, regiunea Hmelnîțkîi, Ucraina.

## Demografie
Componența lingvistică a localității Varvarivka
     Ucraineană (98,96%)
     Alte limbi (0,83%)
Conform recensământului din 2001, majoritatea populației localității Varvarivka era vorbitoare de ucraineană (98,96%), existând în minoritate și vorbitori de alte limbi.